# 平江事件
平江事件，中共方面称平江惨案，是1939年6月中国共产党与中国国民党之间爆发的一起军事摩擦事件。该事件最终导致平江留守处与中共湘鄂赣特委被破坏，负责人涂正坤、吴亚鲁、罗梓铭、曾金声、吴贺泉、赵禄英六人被杀。

## 背景
1937年冬，遵照中共中央指示以及国共第二次合作的内容，红军主力长征后留在南方八省的红军游击队，汇集组成新四军。1938年1月6日，新四军军部在南昌正式成立，下辖4个支队，军长为叶挺，副军长为项英。第一支队为原湘鄂赣红军游击队，由陈毅任司令员，傅秋涛为副司令员兼第一团团长，钟期光任政治部主任。1938年2月，新四军第一支队第一团从平江嘉义镇出发，开赴江南抗日前线。部队离开平江时，为了继续开展湘鄂赣地区的工作，在嘉义镇设立了新四军第一支队第一团平江留守处（后来改为通讯处），用来掩护中共湘鄂赣特委进行工作。
通讯处成立后，为了便于工作，对外的公开职衔如下：黄耀南为通讯处的少校主任，涂正坤为新四军上校参议，罗梓铭为八路军少校副官，曾金声为新四军少校秘书，吴渊为通讯处秘书主任，吴贺泉为通讯处军需。通讯处还有由10余名士兵组成的通讯班（即警卫班），共计30余人。通讯处主要负责人、江西省委副书记涂正坤兼任特委书记，罗梓铭为特委组织部长，黄耀南为特委宣传部长。
特委的中心任务是：恢复、整顿、巩固和发展党的组织，坚决贯彻中共中央关于抗日救国的十大纲领和团结抗日的方针政策，发动群众，扩大武装，开展统一战线工作，发展进步势力，争取中间势力，孤立顽固势力，壮大抗日阵营，防止分裂投降，以达到抗战胜利之目的。从1938年2月开始，通讯处举办了12期党员训练班，创办了内部刊物《党的工作》。边区18个县有15个县建立了县委，2个县建立了工委，成立了53个区委，340多个支部，发展党员千余人；其中平江县就建立了18个区委，58个支部，发展党员610余人。通讯处还协助平江县委在县城开办大众书店，大量发行进步书刊、报纸，其中以《新华日报》发行量最大。通讯处还先后动员400余名青年参军。
1938年春，一本叫作《中共黨的策略路線》的手冊在漢口流傳，據說是张浩（林彪堂兄林育英的化名）1937年2月在延安抗日軍政大學演講的紀錄。其中對於統一戰線的說法與中共官方說法非常不同：統一戰線的動機是中共的弱小與瀕臨失敗；以三民主義作掩護，繼續進行土地革命；把日本當作頭號敵人是不得以的，但是最終目標是推翻國民黨一黨專政。相关方针被总结为“七二一方針”。
1938年10月底武汉会战结束，日本军队占领武汉，日军第十一军以武汉为根据地，依靠长江水运与南京相连，与国军第三、第五、第九战区对峙，被国军从东南、北、南三个方向合围。日军试图在最短期间内，捕捉第九战区主力部队，将其歼灭，后集中10余万兵力从赣北、鄂南、湘北三个方向向长沙发起进攻，爆发第一次长沙战役。1939年4月，国民政府军事委员会开始筹划赣湘地区的作战方针。委员长蒋介石和副参谋总长白崇禧延续1938年11月下旬的南岳军事会议的战略规划，主张“游击战配合正规战”，认为利用地形对日军节节抵抗后，必要时可放弃长沙，将第九战区总司令部迁至衡阳，诱使日军深入，后集合优势兵力，趁日军消耗过大、立足未稳时在长沙附近地区歼敌。

## 事发经过

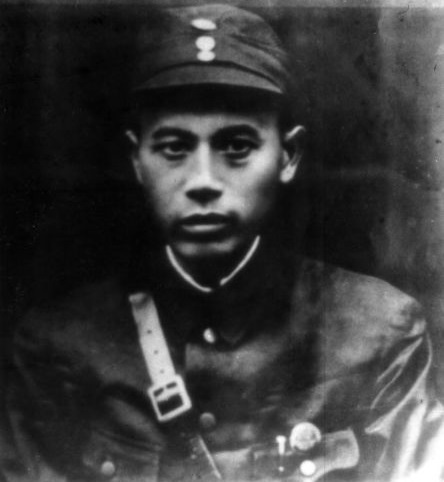
中共江西省委副书记、新四军上校参议涂正坤

1939年1月，第九战区第二十七集团军司令杨森率二十军驻防平江后不久，就秉承中国国民党五届五中全会秘密颁布的《限制异党活动办法》，策划取缔通讯处的活动。先是派人突然袭击了中共平江县委开办的大众书店；继而组织“地区防范异党委员会”，在各区、乡普遍建立特务班、巡逻队，增加特务经费，积极发展国民党组织，第二十军政治部主任吴都俊公开宣称，要借汉奸名义处置共党分子。4月15日，颁布《第九战区司令长官司令部政治部通告》和《战区服务团队管理办法》，公开宣称“凡在战区范围内的一切团体，须一律向我区报到，领取护照，并逐日报告工作。工作地点如有移动，移动前须向我区报告，到达新的工作据点时，须向我军所属驻军报到，并检验护照。凡认为有必要时，将分别派遣联络员协同工作。各团体工作地区将由我区所属部队指定或变更。凡未履行报到手续及领取护照者，一经查获或举发，即勒令停止一切活动”。
对此，通讯处采取了一些防范措施，将通讯处的工作人员由30多人精减到10多人；为了顾全大局，平江通讯处按照平江县当局的要求，由嘉义搬至平江县城办公。1939年6月上旬，杨森接到陈诚、薛岳转来的蒋介石密电，令将黄耀南、涂正坤等处死。第二十军特务营营长何学植根据杨森的命令，率领特务营第二连、第三连手枪队，另加一个重机枪排进驻嘉义；第九十二军1个连前往平江县城追捕黄耀南。6月11日，何学植率部赶至嘉义，以破路抗战就地驻扎为名，将特务营第二连一排置于嘉义上街，封锁通讯处左侧，二排置于通讯处正面，三排置于嘉义下街，封锁通讯处右侧。
6月12日，国民党开始按计划，向新四军驻平江嘉义通讯处展开进攻。当日下午3时，何学植令中尉侦察员张绍奇来到通讯处，以日寇不日要窜犯平江，何营长准备在嘉义乡公所开会，特请涂参议前去商量有关抗日的紧急事宜为借口，将涂正坤诱骗出来。刚走到店门口，他看到街上架起了机枪，感到不对头，就借口说：“我回去拿把扇子。”便又转身回到房里，低声对妻子朱引梅说：“外面架起了机枪，今天会出事，快给同志们打个招呼。”当他走到离通讯处50步远的“秀记杂货店”门口的石阶下，右边巷子里传来了猛烈枪声，涂正坤身中数弹身亡。
这时，埋伏在各处的军队借口匪情，冲进了通讯处，吴亚鲁居中阻拦，被当场射杀。其余通讯处负责人和工作人员罗梓铭、曾金声、吴贺泉、赵绿吟被抓走。当晚，特务营第二连连长余启佑等对罗梓铭等4人进行秘密审讯，企图从中获得湘鄂赣区中共组织人员及活动情况。四人拒绝回答后，被押到嘉义镇旁的虎形岭，活埋在废淘金洞里。特委军事部长朱水秋因外出公干幸免于难。之后国军继续在平江县城一带追捕黄耀南，并在平江逮捕中共党员和抗日群众，余郁光、李发琪等4人，均遭杀害。

## 谴责与追悼
中国国民党制造了平江惨案后，薛岳、杨森一方面在当地召开群众大会，指使地方势力，假借民意联名诬告通讯处；另一方面连续急电叶剑英、周恩来称：“涂正坤等纠集土匪，扰乱后方，枪杀国军官兵，灭尸缴械，危害地方。”余连长为维护地方治安，率兵前往清查，但“该处公然纠众拒捕，双方械斗，互有伤亡”。现已“将该连长撤职”，以惩其处置失当。
惨案发生后，中国共产党采取坚决斗争策略。6月16日，黄耀南在平江县长余达美、开明绅士唐炳初的帮助下脱离险境后，即以《快邮代电》的方式通告全国，公布惨案真相。7月2日至28日，周恩来、叶剑英连发数电致陈诚、徐永昌、何应钦等，一方面，严正指出：嘉义留守处抗日战绩当地有口皆碑，而薛岳、杨森却混淆是非，“身为方面大员、国家重臣，不顾强敌入侵，挑起鹬蚌之争”，致使“两党自相鱼肉”，日寇“坐收渔人之利”，“实属汉奸罪行”；另一方面陈词国民党政府，在此“国家存亡绝续之际”，唯有“矢志团结，坚持抗战”，方能“两党共存、民族复兴”。8月1日，延安各界举行“平江惨案”诸烈士追悼大会，毛泽东在会上作了《必须制裁反动派》的讲话，指出这是反动派“杀抗日分子，压制进步，勾结日寇汉奸，准备投降”；为了继续抗战，继续团结，继续进步，“就要取消《限制异党活动办法》，就要制裁那些投降派、反动派，就要保护一切革命的同志，抗日的同志，抗日的人民”。大会通电要求国民政府明令昭雪本案冤抑，严查主使，惩办凶犯，并通令全国不得再有同类事件发生。重庆、皖南、桂林和八路军驻湘通讯处也举行了追悼会。
在追悼会上，中共中央的挽章写道：
|  | 在国难中惹起内讧，江河不洗古今憾。 于身危时犹明大义，天地能知忠烈心。 |

毛泽东的挽词则是：
|  | 日寇凭陵，国难方殷，枪口应当对外， 吾人主战，民气可用，意志必须集中。 |

## 后续
1939年8月，黄耀南接到中共江西省委指示，重新组建中共湘鄂赣特委。黄耀南根据省委指示，在平江东坑召开边特党的会议。会议宣布省委的决定，黄耀南调省委工作。调平江县委书记骆奇勋任特委书记，原特委青年部长罗其南任特委组织部长，调岳阳中心县委书记杨乐如任特委宣传部长，调崇阳中心县委书记饶国瑞任特委军事部长，何彬任青年部长，彭援华任妇女部长，李盘生任秘书。同时，特委调整了中共平江县委班子，钟旭任县委书记，李国清任组织部长，彭渭东任宣传部长，李淑陶任统战部长。
中国国民党在事件爆发后，秘密制定和执行《异党活动处理办法》，公开布置各乡、镇大开杀戒，允许各地密捕、密讯、密杀。1939年9月到1940年5月，平江县委书记钟旭，组织部长李国清，宣传部长彭渭东，统战部长李淑陶，原县委书记李化玉、傅明哉、陈会芳，原湘鄂赣省委留在地方的领导干部酆济民、冯杏娥、巫桂元、肖介臣、朱松桂、苏景春、徐梓文、李秋藩、胡成轩、喻海元、钟史生等都先后秘密被害。全县的中国共产党18个区委、58个支部，几乎全被破坏。杀害的共产党员达130多人。1940年6月，中共江西省委决定，将中共湘鄂赣特委撤回省委，在平江建立特委留平工作团。到1942年6月，工作团被中国国民党再次发现，遭到严重破坏，中共湘鄂赣地区的党组织至此消失。直至1945年3月，王震、王首道率领的八路军南下支队，曾一度建立中共平江县委。后在部队撤退后再次被破坏，直至中国人民解放军最终占领平江，方才恢复当地中共组织。